# Ironman Hawaï 2017
De Ironman Hawaï 2017 was een triatlon die op zaterdag 13 oktober 2018 werd gehouden. Het was de 41e editie van de Ironman Hawaï. Deze wedstrijd deed dienst als wereldkampioenschap voor de triatlon over de Ironman-afstand (3,86 km zwemmen - 180,2 km fietsen - 42,195 km hardlopen). De start vond plaats op het eiland Hawaï in Kailua-Kona.
De wedstrijd bij de mannen werd gewonnen door de Duitser Patrick Lange. Bij de vrouwen won de Zwitserse Daniela Ryf voor de derde maal op rij. 

## Uitslagen

### Mannen
| Rang   | Naam             | Land                | Totaaltijd | Zwemmen | Fietsen | Lopen   |
| ------ | ---------------- | ------------------- | ---------- | ------- | ------- | ------- |
| Goud   | Patrick Lange    | Duitsland           | 8:01:40    | 48:45   | 4:28:53 | 2:39:59 |
| Zilver | Lionel Sanders   | Canada              | 8:04:07    | 53:41   | 4:14:19 | 2:51:53 |
| Brons  | David Mcnamee    | Verenigd Koninkrijk | 8:02:04    | 52:17   | 4:15:04 | 2:49:56 |
| 4      | Sebastian Kienle | Duitsland           | 8:09:59    | 53:44   | 4:14:57 | 2:57:11 |
| 5      | James Cunnama    | Zuid-Afrika         | 8:11:24    | 49:09   | 4:21:02 | 2:56:46 |
| 6      | Terenzo Bozzone  | Nieuw-Zeeland       | 8:13:06    | 48:41   | 4:26:20 | 2:53:47 |
| 7      | Andy Potts       | Verenigde Staten    | 8:14:43    | 49:01   | 4:31:02 | 2:50:26 |
| 8      | Patrik Nilsson   | Zweden              | 8:18:21    | 48:34   | 4:29:02 | 2:55:51 |
| 9      | Ben Hoffman      | Verenigde Staten    | 8:19:26    | 48:52   | 4:22:00 | 3:04:16 |
| 10     | Boris Stein      | Duitsland           | 8:22:24    | 53:48   | 4:23:59 | 3:00:42 |

### Vrouwen
| Rang   | Naam             | Land                | Totaaltijd | Zwemmen | Fietsen | Lopen   |
| ------ | ---------------- | ------------------- | ---------- | ------- | ------- | ------- |
| Goud   | Daniela Ryf      | Zwitserland         | 8:50:47    | 53:10   | 4:53:10 | 3:00:02 |
| Zilver | Lucy Charles     | Verenigd Koninkrijk | 8:59:38    | 48:48   | 4:58:19 | 3:08:09 |
| Brons  | Sarah Crowley    | Australië           | 9:01:38    | 53:07   | 4:57:51 | 3:05:36 |
| 4      | Heather Jackson  | Verenigde Staten    | 9:02:29    | 57:58   | 4:53:54 | 3:06:19 |
| 5      | Kaisa Sali       | Finland             | 9:04:40    | 57:53   | 4:59:50 | 3:01:33 |
| 6      | Susie Cheetham   | Verenigd Koninkrijk | 9:16:00    | 57:54   | 5:03:27 | 3:09:25 |
| 7      | Carrie Lester    | Australië           | 9:19:49    | 57:51   | 5:00:31 | 3:16:35 |
| 8      | Liz Lyles        | Verenigde Staten    | 9:20:31    | 1:00:08 | 5:04:10 | 3:11:21 |
| 9      | Annabel Luxford  | Australië           | 9:20:58    | 53:02   | 4:59:15 | 3:24:06 |
| 10     | Jocelyn Mccauley | Verenigde Staten    | 9:21:08    | 54:31   | 5:04:34 | 3:16:41 |

1978 · 
1979 · 
1980 · 
1981 · 
1982 (feb.) · 
1982 (okt.) · 
1983 · 
1984 · 
1985 · 
1986 · 
1987 · 
1988 · 
1989 · 
1990 · 
1991 · 
1992 · 
1993 · 
1994 · 
1995 · 
1996 · 
1997 · 
1998 · 
1999 · 
2000 · 
2001 · 
2002 · 
2003 · 
2004 · 
2005 · 
2006 · 
2007 · 
2008 · 
2009 · 
2010 · 
2011 · 
2012 · 
2013 · 
2014 · 
2015 · 
2016 · 
2017 · 
2018 · 
2019